# Język pruski
Język pruski, Wâr[an] Prūsiskan – język i odradzany język bałtyckich Prusów.

## Klasyfikacja
Język pruski należy do podgrupy języków bałtyckich rodziny języków indoeuropejskich. Wraz z językiem jaćwińskim zaliczany jest do zachodniobałtyckich.
Charakteryzował się najbardziej archaicznym słownictwem wśród języków bałtyckich. Obecnie znamy jedynie ok. 2 tys. słów i wyrażeń tego języka, z powodu niewielkiej liczby dokumentów w nim zapisanych.

## Historia

Przybliżony obszar terytorium Prusów ok. 1200 r.

Język pruski był ojczystym językiem Prusów – ludu bałtyckiego zamieszkującego tereny między dolną Wisłą a dolnym Niemnem. Każde z plemion mówiło osobnym dialektem, zrozumiałym jednak dla innych.
W 1226 r. książę Konrad I mazowiecki osadził na ziemi chełmińskiej Krzyżaków, którzy wkrótce zagarnęli większość ziem Prusów. Od tej pory datuje się schyłek staropruskiej kultury i języka. Resztki ocalałej ludności zostały przeniesione na zachodnie tereny Prus, co spowodowało ujednolicenie języka, choć na biskupiej Warmii utrzymała się odrębność od innych terenów zakonu.
Część wyższych warstw poddała się germanizacji, zaś wolni chłopi zostali zmienieni w poddanych feudalnych. Ziemie pruskie kolonizowano przy pomocy osadników z Niemiec, Mazowsza, Królestwa Polskiego, Niderlandów oraz w niewielkim stopniu ze Szwecji, Danii i Francji.
Pod koniec XIII wieku około 800 słów języka pruskiego zostało zapisanych przez niemieckich kronikarzy i bibliotekarzy. W 1561 r. ukazał się przełożony przez Abla Willa Enchiridion Marcina Lutra, będący najobszerniejszym zachowanym do dziś zabytkiem języka pruskiego (134 strony druku).
W późniejszych czasach, po likwidacji Państwa zakonu krzyżackiego i powstaniu Prus Książęcych, napłynęła rzesza kolonistów z zachodu i północy Europy oraz z Polski. Był to czas reformacji i gruntownych przemian religijnych w pośredniowiecznej Europie. Spowodowało to dalszy, stopniowy spadek liczby mieszkańców Prus posługujących się językiem pruskim.
W XVII wieku język pruski praktycznie wymarł. Przyjmuje się, że ostatni człowiek posługujący się językiem pruskim, jako rodzimym, zmarł w Hamburgu w roku 1627. Podobno na Mierzei Kurońskiej w roku 1677 zmarł staruszek, który znał ów język, zaś 1710 rok stanowi cezurę, po której następuje ostateczne zniknięcie Prusów, w wyniku zgermanizowania albo wyniszczenia.

## Elementy gramatyki współczesnego języka pruskiego

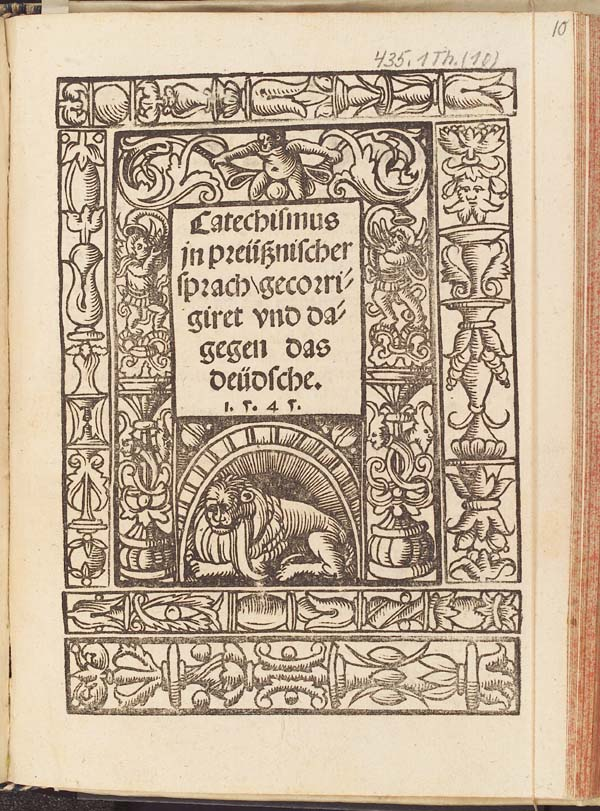
Katechizm w języku pruskim

Podstawowe wyrażenia
| język polski             | język pruski                    |
| ------------------------ | ------------------------------- |
| Pruski [język]           | Prūsiskan                       |
| Witaj                    | Kaīls                           |
| Dzień dobry (rano)       | Kaīls Ankstāinai                |
| Do widzenia              | Sandēi, Ērdiw                   |
| Dziękuję                 | Dīnkun                          |
| Ile?                     | Kelli?                          |
| Tak                      | Jā                              |
| Nie                      | Ni                              |
| Gdzie jest łazienka?     | Kwēi ast Spaktāstuba?           |
| (toast)                  | Kaīls pas kaīls aīns per āntran |
| Czy mówisz po angielsku? | Bilāi tu ēngliskai?             |

### Zaimki
Zaimki osobowe
| Liczba  | Przypadek | 1 os.        | 2 os.        | 3 os. m   | 3 os. ż   | 3 os. n   | wzgl.        |
| ------- | --------- | ------------ | ------------ | --------- | --------- | --------- | ------------ |
| l. poj. | M.        | as           | tū           | tāns      | tenā      | tennan    | –            |
| l. poj. | D.        | māise        | twāise       | tenesse   | tenesses  | tenesse   | swāise       |
| l. poj. | C.        | mennei/mi    | tebbei/ti    | tenesmu   | tenessei  | tenesmu   | sebbei       |
| l. poj. | B.        | min (men)/mi | tin (ten)/ti | tennan    | tennan    | tennan    | sin (sen)/si |
| l. mn.  | M.        | mes          | jus          | tenēi     | tennas    | tenēi     | –            |
| l. mn.  | D.        | nūse         | jūse         | tenēisan  | tenēisan  | tenēisan  | –            |
| l. mn.  | C.        | nūmans       | jūmans       | tenēimans | tenēimans | tenēimans | –            |
| l. mn.  | B.        | mans         | wans         | tennans   | tennans   | tennans   | –            |

Zaimki wskazujące: ten, ta...
| Przypadek  | Liczba poj., m | Liczba poj., ż | Liczba poj., n    | Liczba mn., m | Liczba mn., ż | Liczba mn., n  |
| ---------- | -------------- | -------------- | ----------------- | ------------- | ------------- | -------------- |
| Mianownik  | stas           | stāi           | stan              | stāi          | stās          | stai           |
| Dopełniacz | stesse         | stesses        | stesse            | stēisan       | stēisan       | stēisan        |
| Celownik   | stesmu         | stessei        | stesmu lub stesmā | stēimans      | stēimans      | stēimans       |
| Biernik    | stan           | stan           | stan lub sta      | stans         | stans         | stans lub stas |

### Tryb przypuszczający
W pierwszej osobie liczby pojedynczej i w trzeciej osobie zamieniamy końcówkę bezokolicznika -twei, -tun na końcówkę -lai. W pierwszej osobie liczby mnogiej zamieniamy końcówkę bezokolicznika -twei, -tun na końcówkę -limai. W drugiej osobie liczby mnogiej o zamieniamy końcówkę bezokolicznika -twei, -tun na końcówkę -litei.
As segīlai – zrobiłbym

Tū segīlai – zrobiłbyś

Tāns segīlai – on zrobiłby

Mes segīlimai – my zrobilibyśmy

Jūs segīlitei – wy zrobilibyście

Tenēi segīlai – oni zrobiliby

### Forma bezosobowa czasownika
Formę bezosobową czasownika tworzymy używając zamiast podmiotu słówka (enklityki) di, np.:
tērpaui di pagaptins – używa się narzędzi

būlai di labban – byłoby dobrze

pastāi di segītan – zostało zrobione
W przypadku konstrukcji z imiesłowem, musi on zawsze być w rodzaju nijakim:
wīrst būwus di skaitāwus – będzie się czytać

ast di aupallus – znaleziono
Dla niektórych czasowników w czasie przeszłym (za literami pt) są dwie formy. Drugiej z nich używa się w połączeniu z enklitycznym (nieakcentowanym jednosylabowym) di, tak więc:
immē di – brało się (a nie: immi di)

### Koniugacja
Czasownik būtwei ‘być’:
As asma – ja jestem

Tū assei – ty jesteś

Tāns ast – on jest

Mes asmai – my jesteśmy

Jūs astei – wy jesteście

Tenēi ast – oni są

## Przykłady użycia
Pierwszy artykuł Powszechnej Deklaracji Praw Człowieka:
Wisāi zmunei gemma pawīrpan be līgu en tenēisan teīsiskwai be tikrōmiskwamans. Tenēi ast ebdajātan sen izpressenin be pawaīsenin be prawerru segītun līnku kittans en brātrijas naseīlin.
Wszyscy ludzie rodzą się wolni i równi pod względem swej godności i swych praw. Są oni obdarzeni rozumem i sumieniem i powinni postępować wobec innych w duchu braterstwa.

## Projekt odbudowy
Język całkowicie wymarł na początku XVIII w. Podejmowane są próby jego rekonstrukcji i ożywienia – w 2009 r. 50 osób deklarowało regularne używanie języka pruskiego jako drugiego języka. Obecnie języka zaczyna używać drugie już pokolenie – dzieci inicjatorów projektu.
W języku pruskim są wydawane płyty – muzyką tworzoną w tym języku zajmują się grupy takie jak: Ola Turkiewicz i jej zespół Projekt Arboretum, polski Alnestabs, Romowe Rikoito z obwodu królewieckiego, litewski neofolkowy zespół Kūlgrinda. W 2015 roku wydano także pierwsze nowożytne tłumaczenie beletrystyki – przetłumaczono Małego Księcia autorstwa Antoine’a de Saint-Exupéry’ego.
Nowoczesne techniki lingwistyczne pozwoliły, na podstawie posiadanych słów i wiedzy o ewolucji języków, odtworzyć wiele wyrazów. Dużo słów opisujących nowoczesną rzeczywistość techniczną we współczesnych językach jest międzynarodowych, a ich importem rządzą względnie proste reguły.
W październiku 2015 roku internetowy słownik języka pruskiego zawierał ponad 10 tysięcy słów. W większości są one rekonstrukcjami poświadczonych w źródłach słów i rdzeni lub ich derywacjami, słowami odtworzonymi z toponimii lub gwar lokalnych, a także internacjonalizmami.